# Euphonia musica
L'eufonia delle Antille od organista delle Antille (Euphonia musica (Gmelin, 1789)) è un uccello passeriforme della famiglia dei Fringillidi.

## Etimologia
Il nome scientifico della specie, musica, è un riferimento alle vocalizzazioni di questi uccelli, mentre il loro nome comune è un riferimento all'areale occupato dalla specie.

## Descrizione

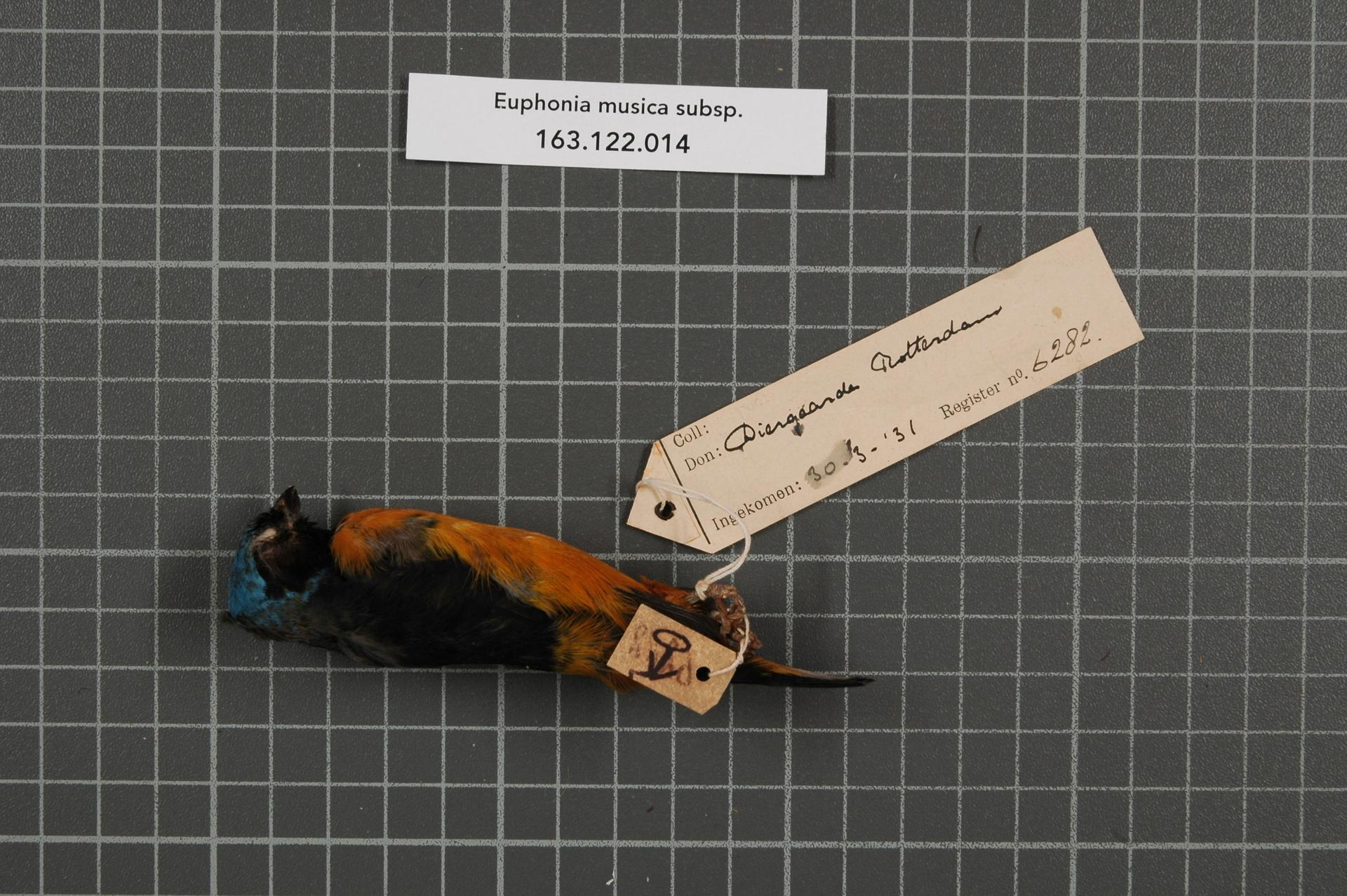
Maschio impagliato.

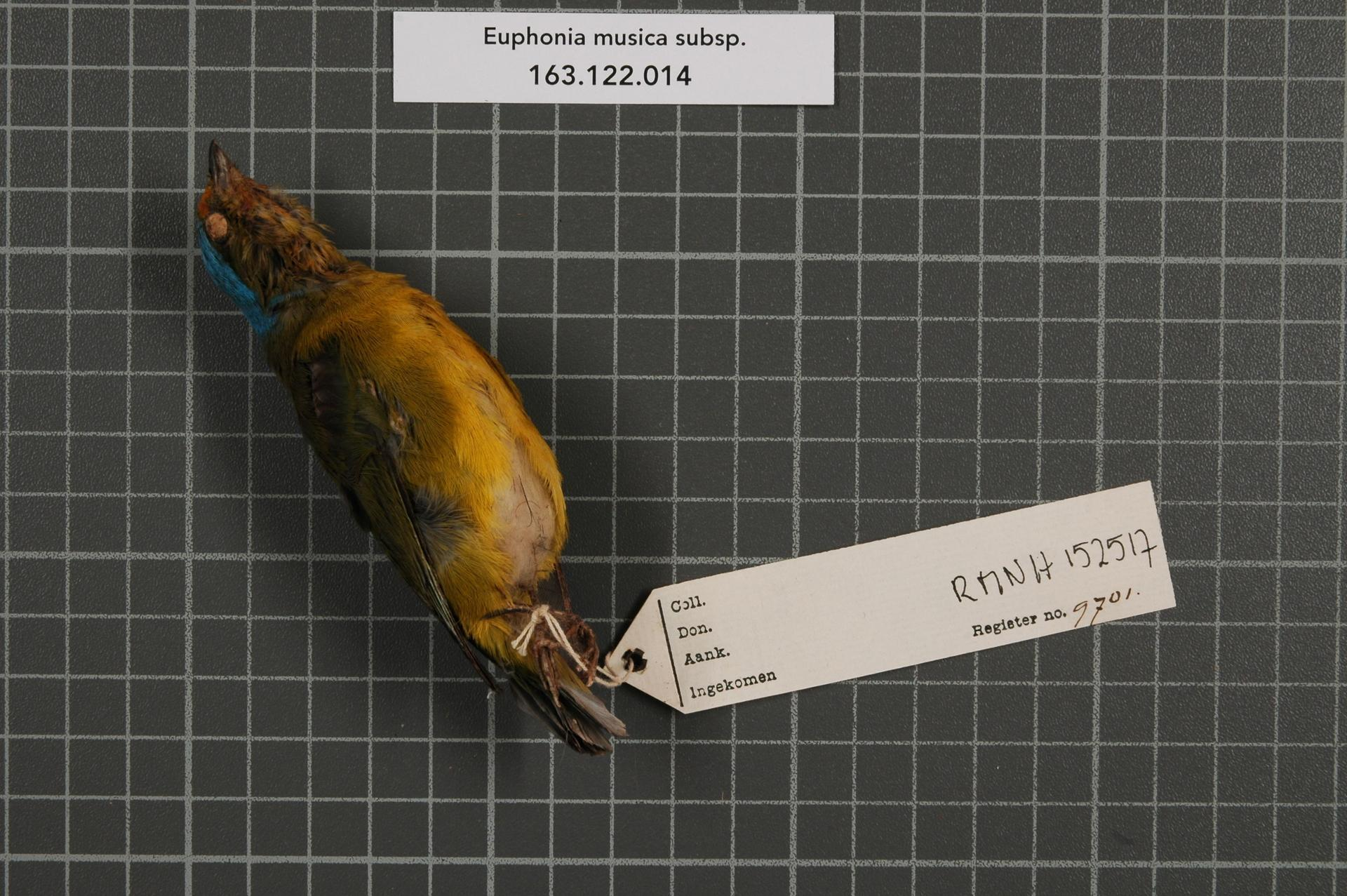
Femmina impagliata.

### Dimensioni
Misura 10 cm di lunghezza, per 12,4-18,5 g di peso.

### Aspetto
Si tratta di un uccelletto dall'aspetto robusto, munito di testa arrotondata, forte becco conico dalle punte lievemente uncinate e incrociate, ali appuntite e coda squadrata.
Il piumaggio presenta netto dimorfismo sessuale. Nei maschi, infatti, faccia, guance e gola sono nere, la fronte è gialla orlata di nero, vertice, nuca e lati del collo formano un cappuccio di colore azzurro, mentre dorso, ali e coda sono di colore nero-bluastro con riflessi metallici purpurei e petto, ventre e codione sono di colore giallo-arancio.

La livrea delle femmine, invece, è quasi interamente di colore verde, tendente all'olivastro nell'area dorsale e più brillante su faccia e area ventrale: fa eccezione il cappuccio azzurro, che è presente anche negli esemplari di sesso femminile.
I maschi delle tre sottospecie mostrano livrea ben differenziata fra loro: mentre i maschi della sottospecie sclateri presentano aree gialle ventrali più chiare e giallo che si estende anche sulla gola, oltre a riflessi metallici dorsali bluastri, nella sottospecie flavifrons il piumaggio è quasi completamente di colore verde, col nero presente solo su mascherina facciale, remiganti e coda, mentre permangono il cappuccio azzurro e lo specchio frontale giallo e gola e petto sono anch'essi gialli.
In ambedue i sessi di tutte le sottospecie il becco è nerastro, le zampe sono di colore carnicino-nerastro e gli occhi sono di colore bruno scuro.

## Biologia
Si tratta di uccelli diurni, che vivono in coppie o in gruppetti familiari e passano la maggior parte della giornata alla ricerca di cibo fra la vegetazione arborea.

### Alimentazione
Le eufonie delle Antille sono uccelli frugivori, la cui dieta si compone in massima parte di bacche e frutti di epifite e piante arboree, nonché germogli (ad esempio di Bombax) e amenti (di cecropia): sporadicamente, inoltre, questi uccelli si nutrono anche di insetti ed altri piccoli invertebrati, rinvenuti in maniera casuale durante la ricerca del cibo.

### Riproduzione
La stagione riproduttiva va da gennaio a giugno: si tratta di uccelli monogami.
Il nido viene costruito da ambo i partner nel folto della vegetazione arborea, generalmente puntellato fra le epifite: esso ha forma globosa e si compone di una parte esterna costituita da rametti, licheni e fibre vegetali intrecciati e di una camera di cova interna foderata di materiale morbido, all'interno della quale la femmina depone 2-5 uova.

La cova dura circa due settimane ed è appannaggio esclusivo della femmina: durante questo periodo, il maschio rimane di guardia nei pressi del nido e si occupa di reperire il cibo per sé e per la compagna. I pulli sono ciechi ed implumi alla schiusa: essi vengono accuditi ed imbeccati da ambedue i genitori, sì da essere pronti per l'involo attorno alle tre settimane di vita, pur tendendo a non allontanarsi in maniera definitiva dai genitori solo attorno al mese d'età.

## Distribuzione e habitat
Come intuibile dal nome comune, l'eufonia delle Antille è diffusa lungo gran parte dell'arco delle Antille, da Hispaniola a Grenada.
L'habitat di questi uccelli è piuttosto vario: essi popolano infatti le aree umide così come quelle secche, purché vi sia presenza di aree alberate di una certa estensione e soprattutto di epifite. Li si può pertanto osservare nelle aree boscose, nelle foreste primarie e secondarie, nei campi di taglio, nelle piantagioni e anche in parchi e giardini suburbani alberati.

## Tassonomia
Se ne riconoscono tre sottospecie:
- Euphonia musica musica (Gmelin, 1789) - la sottospecie nominale, detta eufonia di Hispaniola, diffusa appunto a Hispaniola e sull'isola de la Gonâve;
- Euphonia musica sclateri (Sclater, 1854) - detta anche eufonia di Porto Rico, diffusa appunto a Porto Rico e a Vieques;
- Euphonia musica flavifrons (Sparrman, 1789) - detta anche eufonia delle Piccole Antille, diffusa appunto nelle Piccole Antille (Barbuda, Antigua, Guadalupa, La Désirade, Dominica, Martinica, Saint Lucia, San Vincenzo e Grenada).

La sistematica della specie è ancora piuttosto oscura: alcuni autori, in virtù delle rimarchevoli differenze morfologiche fra le tre sottospecie, propenderebbero per la loro elevazione al rango di specie a sé stanti, come in passato fatto con le continentali E. elegantissima ed E. cyanocephala, sicché l'eufonia di Porto Rico diverrebbe E. sclateri e l'eufonia delle Piccole Antille diverrebbe E. flavifrons.
Anche i rapporti con le altre eufonie sono poco chiari: sebbene sembri appurato che l'eufonia delle Antille formi una superspecie con le altre due eufonie munite di porzioni azzurre del piumaggio (vale a dire l'eufonia monaca e l'eufonia groppadorata, che infatti venivano in passato considerate sue sottospecie), con le quali (pur presentando areale disgiunto) non mostra differenze significative per quanto riguarda il comportamento ed il canto, a loro volta queste tre specie si mostrano filogeneticamente affini alle clorofonie, rendendo pertanto il genere Euphonia parafiletico. Per risolvere tale situazione, alcuni autori suggerirebbero l'ascrizione delle tre specie sopraccitate (cinque, considerando l'elevazione al rango di specie delle due sottospecie dell'eufonia delle Antille) a un proprio genere Cyanophonia; tuttavia sono necessarie ulteriori ricerche.